# Lijst van chemische stoffen
Dit artikel geeft een lijst van de bekendste en meest gebruikte chemische stoffen.

## A
Acanthiet -
Acetaat -
Aceton -
Acetonitril -
Acetonperoxide -
Acetylcholine -
Acetyleen -
Acridine -
Acryl -
Acrylzuur -
Actieve kool -
Adamantaan -
Adenine -
Adenosinetrifosfaat -
Adipinezuur -
Adrenaline -
Alanine -
Arseen(III)oxide -
Alcohol -
Aldehyde -
Aldosteron -
Alizarine -
Alkaan -
Alkeen -
Alkyn -
Allicine -
Aluin -
Aluminiumchloride -
Aluminiumhydroxide -
Aluminiumoxide -
Amalgaam -
Amarant -
Amfetamine -
Amide -
Amine -
Ammonia -
Ammoniak -
Ammonium -
Ammoniumcarbonaat -
Ammoniumnitraat -
Amosiet -
Amoxicilline -
Amylopectine -
Amylose -
Anandamide -
Anhydride -
Aniline -
Anisol -
Antraceen -
Arabinose -
Arachidonzuur -
Aramide -
Argentiet -
Arginine -
Aristolochiazuur -
Asbest -
Ascorbaat -
Ascorbinezuur -
Asparagine -
Aspartaam -
Aspartaat -
Atropine -
Azijnzuur -
Azijnzuuranhydride -
Azide

## B
Bakeliet -
Barietwater -
Bariumsulfaat -
Barnsteen -
Bauxiet -
Bentoniet -
Benzaldehyde -
Benzeen -
Benzodiazepinen -
Biotine -
Blauwzuur -
Bleekloog -
Boornitride -
Boorzuur -
Borax -
Boride -
Boterzuur -
Botuline -
Brofaromine -
Bromiden -
Butaan -
Butadieen

## C
Cadmiumpigment -
Cafeïne -
Calciet -
Calciumcarbide -
Calciumcarbonaat -
Calciumhydroxide -
Calciumnitraat -
Calciumoxide -
Calciumsulfaat -
Caprolactam -
Capsaïcine -
Carbonaat -
Carbonzuur -
Carbonyl -
Carboxymethylcellulose -
Caroteen -
Cathinon -
Carveol -
Cellofaan -
Cellulose -
Chinacridon -
Chitine -
Cfk -
Chloorhexidine -
Chloorpicrine -
Chloraalhydraat -
Chloride -
Chloroform -
Chlorofylline -
Chloropreen -
Cholecalciferol -
Cholesterol -
Chrysotiel -
cis-3-hexenol -
Citroenzuur -
Cobalamine -
Cocaïne -
Collins reagens -
Collodium -
Corticosteroïden -
Cortisol -
Coumarine -
Coumarinederivaten -
Covelliet -
Crocidoliet -
Crotonzuur -
CS-gas -
Cumarine -
Curare -
Cyaankali -
Cyanide -
Cyanoacrylaat -
Cyclohexeenoxide -
Cyclotrimethyleentrinitramine -
Cyclopentadieen -
Cyclopropaan -
Cysteïne -
Cytosine -
C-4

## D
DDT -
DEET -
Decaan -
Diamant -
Dichloormethaan -
Dichloorvos -
Di-ethylether -
Di-ethylstilbestrol -
Digoxine -
Dihydropyraan -
Dimethylformamide (DMF) -
Dimethylsulfoxide (DMSO) -
Dimethylzink -
Dinatriuminosinaat -
Dioxine -
Disacharide -
Dizuurchloride -
DNA -
Dopamine -
Dysprosium

## E
EDTA -
Efedrine -
Endorfine -
Endotoxine -
Ergocalciferol -
Ethaan -
Ethanol -
Etheen -
Ethylacetaat -
Etheenglycol -
Etheenoxide -
Ethyn

## F
Fenol -
Fenolftaleïne -
Fentons reagens -
Fenylalanine -
Fenylgroep -
Fluazinam -
Fluoreen -
Fluoride -
Foliumzuur -
Formaldehyde -
Fosfaat -
Fosfine -
Fosforzuur -
Fosgeen -
Ftaalzuur -
Ftalaat -
Fullereen -
Furaan -
Furazabol -
Fytomenadion

## G
Galena -
Galliumnitride -
Gamma-aminoboterzuur -
Gips -
Glare -
Glucose -
Glutamaat -
Glutamine -
glycerine -
Glycine -
Glycyrrizinezuur -
Goudchalcogeniden -
Grafiet -
Greenockiet -
Guanine

## H
Halamid -
Haliet -
Halogeniden -
Heliotropine -
Hemoglobine -
Heptaan -
Heroïne -
Hexaan -
Histidine -
Hydraat -
Hydrazine -
Hydride -
H3

## I
Ibogaïne -
Indigo -
IJsazijn -
IJzer(II)oxide -
Insuline -
Inuline -
Isochinoline -
Isoftaalzuur -
Isoleucine -
Isopreen

## J
Jodide(n)

## K
Kaliloog -
Kaliumchloraat -
Kaliumchloride -
Kaliumdichromaat -
Kaliumnatriumtartraat -
Kaliumnitraat -
Kaliumtitanylfosfaat -
Kalk -
kalkwater -
Keton -
Keukenzout -
Kiezelzuur -
Kinine -
Klockmanniet -
Kobaltblauw -
Koningswater -
Kooldioxide -
Koolmonoxide -
Koolstofdisulfide -
Koolzuur -
Koperaluminiumchloride -
Kopergalliumchloride -
Kopersulfide -
kopersulfaat -
Kroonether -
KTP -
Kwarts -
Kwik

## L
Lachgas -
Lactitol -
Lactose -
Lapis lazuli -
Latex -
Lauriet -
Lawessons reagens -
Leucine -
Lidocaïne -
Lignine -
Lijnzaadolie -
Lindaan -
Linoleenzuur -
Linolzuur -
Loodacetaat -
Loodazide -
Loodnitraat -
Loodwit -
Lauriet -
Lsd -
Lucas-reagens -
Lysine

## M
Magnesiumoxide -
Magnesiumstearaat -
Malachiet -
Malonzuur -
Maltitol -
Mangaan(IV)oxide -
Mannitol -
Melatonine -
Melkzuur -
Mesityleen -
Methaan -
Methadon -
Methanol -
Methionine -
Methylacetaat -
Methylbromide -
Methyl-tert-butylether -
Methyleendifenyldi-isocyanaat -
Methylfenidaat -
Methylisocyanaat -
Mierenzuur -
Moclobemide -
Mononatriumglutamaat -
Morfine -
Mosterdgas -
Muscoviet

## N
Naftaleen -
Nafteenzuur -
Napels geel -
Natriumcarbonaat -
Natriumdodecylsulfaat -
Natriumchloraat -
Natriumchloride -
Natriumerythorbaat -
Natriumfluoride -
Natriumhydroxide -
Natriuminosinaat -
Natriumlaurylethersulfaat -
Natriumnitraat -
Natriumsulfiet -
Natriumsulfaat -
Natriumwaterstofcarbonaat -
Natriumwaterstofsulfaat -
Natronloog -
Neopreen -
Neon  -
Nicotine -
Nicotinezuur -
Nitraat -
Nitroglycerine -
Nitromanniet -
Noradrenaline -
Novocaïne -
Nylon

## O
Obsidiaan -
Octaan -
Orthocresol -
Oxaalzuur -
Oxalaat -
Oxide -
Ozon

## P
Pancuroniumbromide -
Pantotheenzuur -
Paracetamol -
Parathion -
Pencycuron -
Penicilline -
Pentaan -
Peroxide -
Picrinezuur -
Piranha-oplossing -
Polychloorbifenyl (PCB) -
Polyvinylchloride (pvc) -
Polyhexamethyleenadipamide (Nylon) -
Polycarbonaat (PC) -
Polyetheen (PE) -
Polyethyleentereftalaat (pet) -
Polyurethaan (PUR) -
Polypropeen (PP) -
Polystyreen (PS) -
Polyoxymethyleen (POM) -
Polymethylmethacrylaat (PMMA) -
Proline -
Propaan -
Propaanzuur -
1-Propanol -
Propeen -
Propeenglycol -
Propeenoxide -
Propionzuur -
Pruisisch blauw -
Psilocybine -
Purine -
Pyraan -
Pyridine -
Pyridoxine -
Pyrimidine -
Pyriet -
Pyrrool

## Q
Quinacridone

## R
Retinol -
Riboflavine -
Ricine -
Rodopsine -
Roest -
Ruthenium(VIII)oxide -
Rutheniumtri(bispyridine)

## S
Sacharine -
Sacharose -
Salmiak -
Salpeter -
Salpeterig zuur -
Salpeterzuur -
Sarin -
Schietkatoen -
Schuimaarde -
Serotonine -
Serine -
Siliciumcarbide -
Siliciumdioxide -
Soda -
Soman -
Sorbitol -
Stearinezuur -
Stikstofdioxide -
Stikstofmonoxide -
Stilbeen -
Streptomycine -
Strychnine -
Styreen -
Sulfide -
Sulfiet -
Sulfaat -
Sulfurylfluoride -
Superoxide -
Sylviet

## T
Tabun -
TDI -
Teflon -
Tereftaalzuur -
Testosteron -
Tetrachloormethaan -
Tetrahydrocannabinol -
Tetrahydrofuraan -
Tetrahydropyraan -
Tetrodotoxine -
Thalidomide -
Thaumatine -
Theobromine -
Thiamine -
Thiazool -
Thionylchloride -
Thio-ureum -
Threonine -
Thymine -
Thyroxine -
Titaanwit -
Trinitrotolueen -
Tocoferol -
Tolueen -
Tributyltinhydride -
Tri-joodthyronine -
Trinitrotolueen -
Tryptofaan -
Tyrosine

## U
Umangiet -
Uracil -
Uraniumhexafluoride -
Ureum

## V
VX -
Valine -
Vancomycine -
Veldspaat -
Vetzuur -
Vinylacetaat -
Vinylbromide -
Vinylchloride -
Vitamine A -
Vitamine B -
B1 -
B2 -
B3 -
B5 -
B6 -
B8 -
B11 -
B12 -
Vitamine C -
Vitamine D -
D2 -
D3 -
Vitamine E -
Vitamine K1 -
Vloeispaat

## W
Water -
Waterglas -
Waterstofazide -
Waterstofbromide -
Waterstoffluoride -
Waterstofjodide -
Waterstofnitriet -
Waterstofperoxide -
Waterstofsulfide -
Wijnsteenzuur -
Wolfraam -

## X
Xanthine -
XTC -
Xyleen -
Xylitol

## Y
Yttrium(III)antimonide  -
Yttrium-barium-koperoxide

## Z
Zilver -
Zilver(I)bromide -
Zilver(I)chloride -
Zilver(I)fluoride -
Zilver(II)fluoride -
Zilverhalogeniden -
Zilver(I)jodide -
Zilver(I)nitraat -
 
Zink
Zinkblende -
Zinkchloride -
Zinkfosfaat -
Zinkjodide -
Zinknitraat -
Zinknitriet -
Zinkoxide -
Zinkselenide -
Zinkstearaat -
Zinksulfaat -
Zinksulfide -
Zinksulfiet -

Zirkoon -
Zouten -
Zouthydraat -
Zoutzuur -
Zwaveldioxide -
Zwavelhexafluoride -
Zwaveligzuur -
Zwaveltrioxide -
Zwavelzuur
algemeen · mineralen · brutoformules · lijst van E-nummers · elementen · kunststoffen